# Myndus nigrifons
Myndus nigrifons är en insektsart som beskrevs av Ball 1937. Myndus nigrifons ingår i släktet Myndus och familjen kilstritar. Inga underarter finns listade i Catalogue of Life.